# ناحیه لیلینفلد
ناحیه لیلینفلد (به آلمانی: Lilienfeld District) یک ناحیه در اتریش است که در نیدراسترایش واقع شده‌است. ناحیه لیلینفلد ۲۷٬۰۸۴ نفر جمعیت دارد.